# Чарторыйский, Михаил Васильевич
Князь Михаи́л Васи́льевич Чарторыйский (после 1400 — 1489) — государственный и военный деятель Великого княжества Литовского, наместник брацлавский.

## Биография
В 1440 году вместе с братьями Иваном и Александром принял участие в перевороте, помогая своему дяде Свидригайло занять трон великого князя Литовского. Братья непосредственно участвовали в убийстве великого князя Сигизмунда Кейстутовича.
В 1442 году Михаил вместе со своими братьями Иваном и Александром получил от Свидригайло поместья на Волыни, в том числе Клевань, ставшую позже родовым гнездом князей Чарторыйских.
В 1443—1451 годах — надворный маршалок Свидригайло Ольгердовича на Волыни. После смерти Свидригайла Михаил Чарторыйский вместе с братом Иваном помог литовским полкам занять Луцкий замок, затем стал наместником брацлавским, фактически возглавив оборону южных литовских границ.
В 1463 году из Польши в генуэзскую колонию Кафа в Крыму был отправлен отряд наемной пехоты из 500 человек. Под Брацлавом наемники имели стычку с гарнизоном Брацлавского замка. В результате город был взят и сожжен. Князь Михаил Чарторыйский со своей дружиной настиг этот отряд и полностью его уничтожил.
В 1478 году князь М. В. Чарторыйский с большим трудом смог защитить замок Брацлав от крымско-татарской орды.

## Семья и дети
Был женат на Марии Немировне Резанович (ум. 1504/1505), дочери старосты луцкого Немиры Резановича. В браке с нею имел троих детей:
- Андрей Михайлович Чарторыйский (ум. после 1488), князь Клеваньский и Чарторыйский, наместник кременецкий (с 1491)
- Фёдор Михайлович Чарторыйский (ум. 1542), князь Чарторыйский и Клеваньский, староста луцкий (1527—1542)
- Анна Михайловна Чарторыйская (ум. после 1477), жена князя Ивана Юрьевича Гольшанского-Дубровицкого (ум. 1481).

Внук Александр (ум. в 1571) был воеводой волынским, женат на дочери сербского деспота Бранковича.